# Adolph Stern

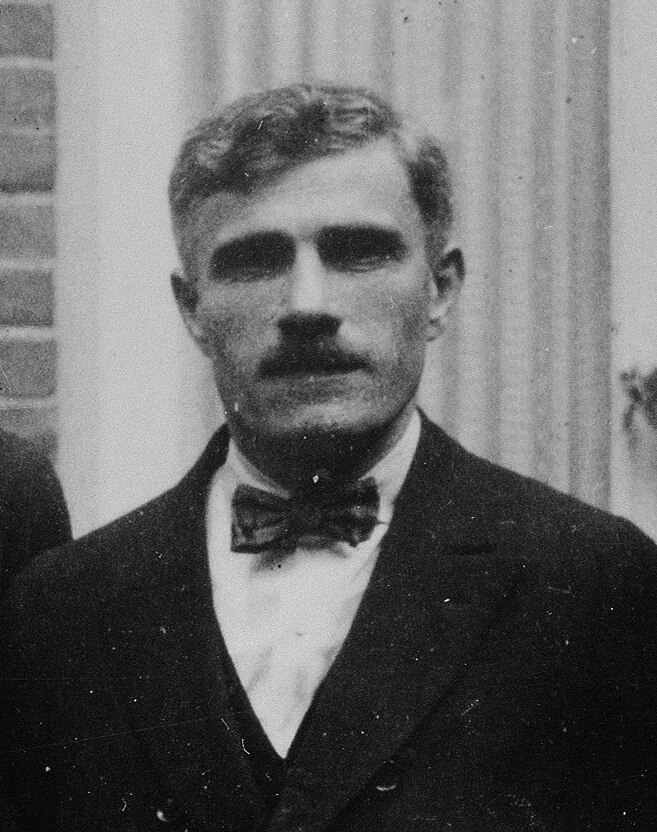
Adolph Stern (1920)

Adolph Stern (* 11. November 1879 in Eger, Ungarn; † 20. August 1958 in New Jersey) war ein ungarisch-amerikanischer Mediziner, Neurologe, Psychiater und Psychoanalytiker.
Adolph Stern verwendete den Begriff der Borderline-Persönlichkeitsstörung im Jahre 1938 zur Beschreibung von Krankheitszuständen, für die die psychoanalytischen Methoden seiner Zeit keinen Behandlungserfolg hatten. Stern arbeitete als einer der Ersten die Charakteristiken eine Borderline-Persönlichkeitsstörung heraus, er nannte die Gruppe mit dieser Symptomatik englisch border line group.

## Leben und Wirken
Er war der Sohn von Hermann und Rosalie Stern, geborene Klein. Im  Alter von sieben Jahren, 1886, verließen seine Familie und er Ungarn, um in die Vereinigten Staaten von Amerika auszuwandern. Zunächst wurde er an öffentlichen Schulen in New York unterrichtet. Im Jahre 1891 wurde er eingebürgert. Im Jahre 1898 erwarb er seinen B.A. am City College of New York und dann im Jahre 1903 seinen M.A. an der Columbia University College of Physicians and Surgeons. Sein Interesse an der Psychoanalyse trat um das Jahr 1910 auf, im Jahre 1915 wurde er Mitglied in der Psychoanalytic Society of New York.
Stern war von 1914 bis 1917 Mitarbeiter der Abteilung „Vanderbilt Neurology“, Vanderbilt Clinic in Nashville. In den Jahren 1920 bis 1922 übernahm er die Funktion eines stellvertretenden Chefarztes von Clarence P. Oberndorf (1882–1954) am Mental Hygiene Clinic des Mount Sinai Hospitals.
Stern nahm am  „VI. Internationaler Psychoanalytischer Kongress“ 1920 in Den Haag teil. In der Zeit zwischen 1920 und 1921 traf er Sigmund Freud in Wien persönlich. Stern war der erste Amerikaner den Freud nach dem 1. Weltkrieg traf und er erhielt von Freud eine „Kurztherapie“ (hier als einer Art von Lehranalyse), sie begann am Montag, dem 3. Oktober, und endete am Mittwoch, dem 8. Dezember 1920.
Ferner führte er seine psychoanalytische Ausbildung bei Horace Westlake Frink (1883–1938) fort. Er war Präsident der New York Psychoanalytic Society.
Stern wurde für die Zeit von 1927 bis 1928 zum Präsidenten der American Psychoanalytic Association gewählt und dreimal – 1922 bis 1923, 1924 bis 1925 und 1940 bis 1942 – zum Präsidenten der New York Psychoanalytic Society. Zum Zeitpunkt seines Todes war er emeritierter Ausbilder des New York Psychoanalytic Institute. Seit der Gründung des Instituts im Jahr 1931 war er Lehranalytiker und als Mitglied der Fakultät tätig.
Stern benutzte den Begriff „Borderline“ erstmals in einer Arbeit aus dem Jahre 1938, er bezog ihn auf eine Gruppe von Patienten, deren Bedingungen sich während der Therapie verschlechterten und die masochistisches Verhalten und psychische Starrheit zeigten, was für ihn darauf hindeutete, dass sie einen Schutzmechanismus gegen jede wahrgenommene Veränderungen in der Umgebung oder im Individuum aufbauten.
Stern war mit Mamie Hallow (1888–1965) verheiratet, er erkrankte im Jahre 1950 schwer, musste zeitweise seine Berufstätigkeit pausieren und begann aber 1955 erneut zu praktizieren. Er starb 1958 in seinem Landhaus im Bundesstaat New Jersey.
Stern modifizierte das klassische psychoanalytische Setting, so behandelte er seine Patienten täglich außer an Sonn- und Feiertagen für jeweils eine Stunde, weil sich dadurch die Behandlung auf wenige Monate verkürzte und der Besserungsverlauf stabiler und zufriedenstellender war; auch saß der Patient in einem Sessel vor dem Psychoanalytiker und nicht auf einem Diwan, wo er ihn nicht sehen konnte: das ist der Stil einer modifizierten nordamerikanischen psychoanalytischen Therapie, die darüber hinaus den Patienten dreimal in der Woche zu sehen pflegt.

## Werke (Auswahl)
- Some Personal Psychoanalytical Experiences with Prof. Freud. In: New York State Journal of Medicine 22, 1922, S. 21–25
- Psychoanalytic Investigation of and Therapy in the Border Line Group of Neuroses. Psychoanalytic Quarterly (1938) Volume 7, 1938 - Issue 4 DOI:10.1080/21674086.1938.11925367
- Compulsion neurosis. A.R. Elliott Pub. Co., New York 1914
- The Etiology of Neurotic Symptoms in a Child of Eight. New York Medical Journal, May 22, 1920.